# Dolmen de la Bruyère d’Usclas

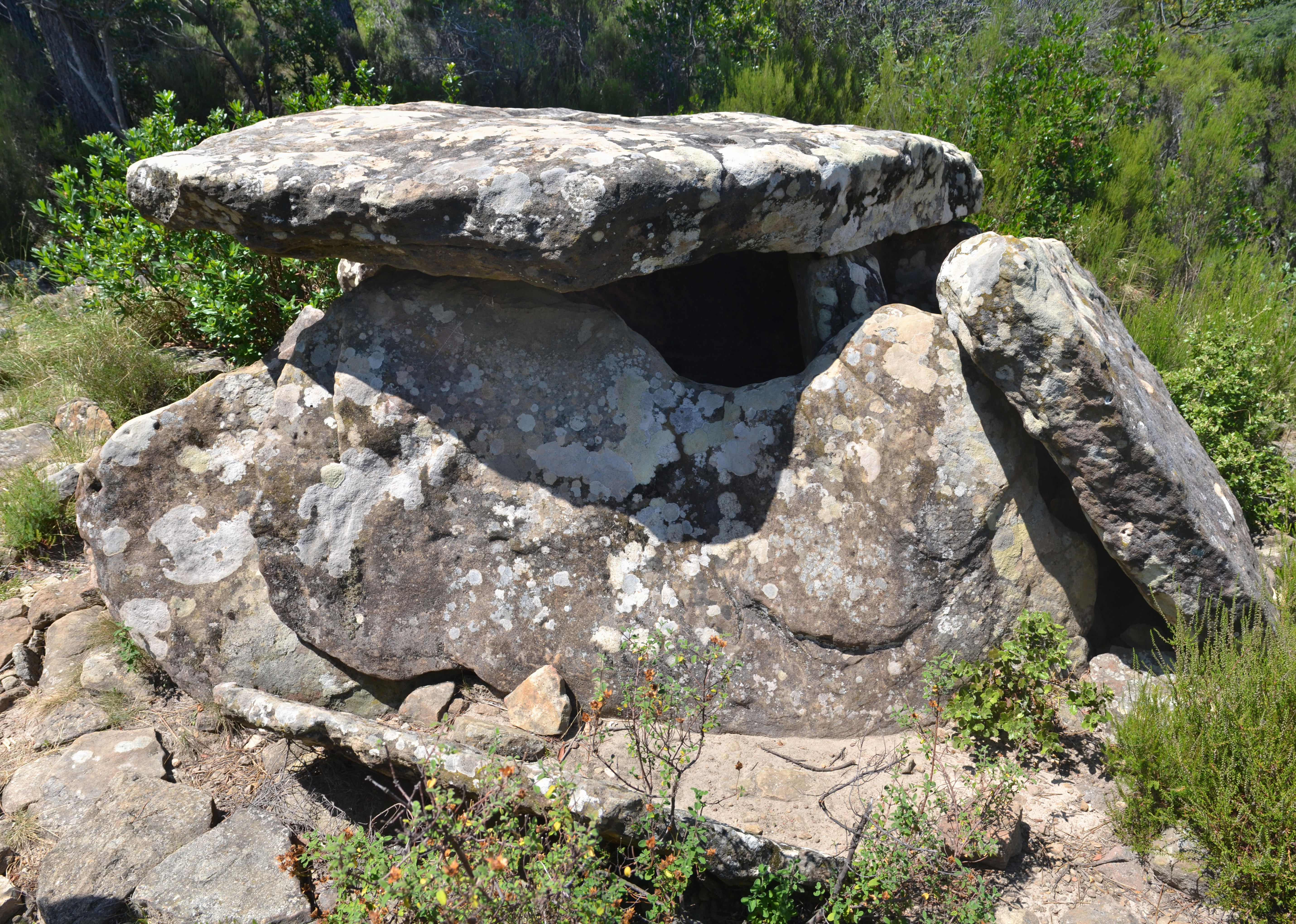
Dolmen de la Bruyère d’Usclas

Der Dolmen de la Bruyère d’Usclas liegt südlich von Saint-Privat unmittelbar an der Grenze zu Usclas-du-Bosc im Département Hérault in Frankreich und etwa ein Kilometer östlich des ehemaligen Priorats St. Michel de Grandmont. Dolmen ist in Frankreich der Oberbegriff für Megalithanlagen aller Art (siehe: französische Nomenklatur).
Er hat viel gemeinsam mit dem nahegelegenen Dolmen von Coste-Rouge im Park von St. Michel de Grandmont, der eine ähnliche, aber etwas niedrigere Kammer in einem Steinkreis besitzt und dessen Steine primär aus rotem Vulkangestein bestehen. Die Kammer ist etwa 2,5 Meter lang und zwei Meter breit. Der Deckstein, der hinten abgebrochen ist, liegt auf vier Tragsteinen, wobei die Seitensteine nach innen abgewinkelt sind. Der vordere Stein hat aber kein Seelenloch. Der Zugang befindet sich an der Seite.

## Siehe auch

Dolmen de la Bruyère d’Usclas
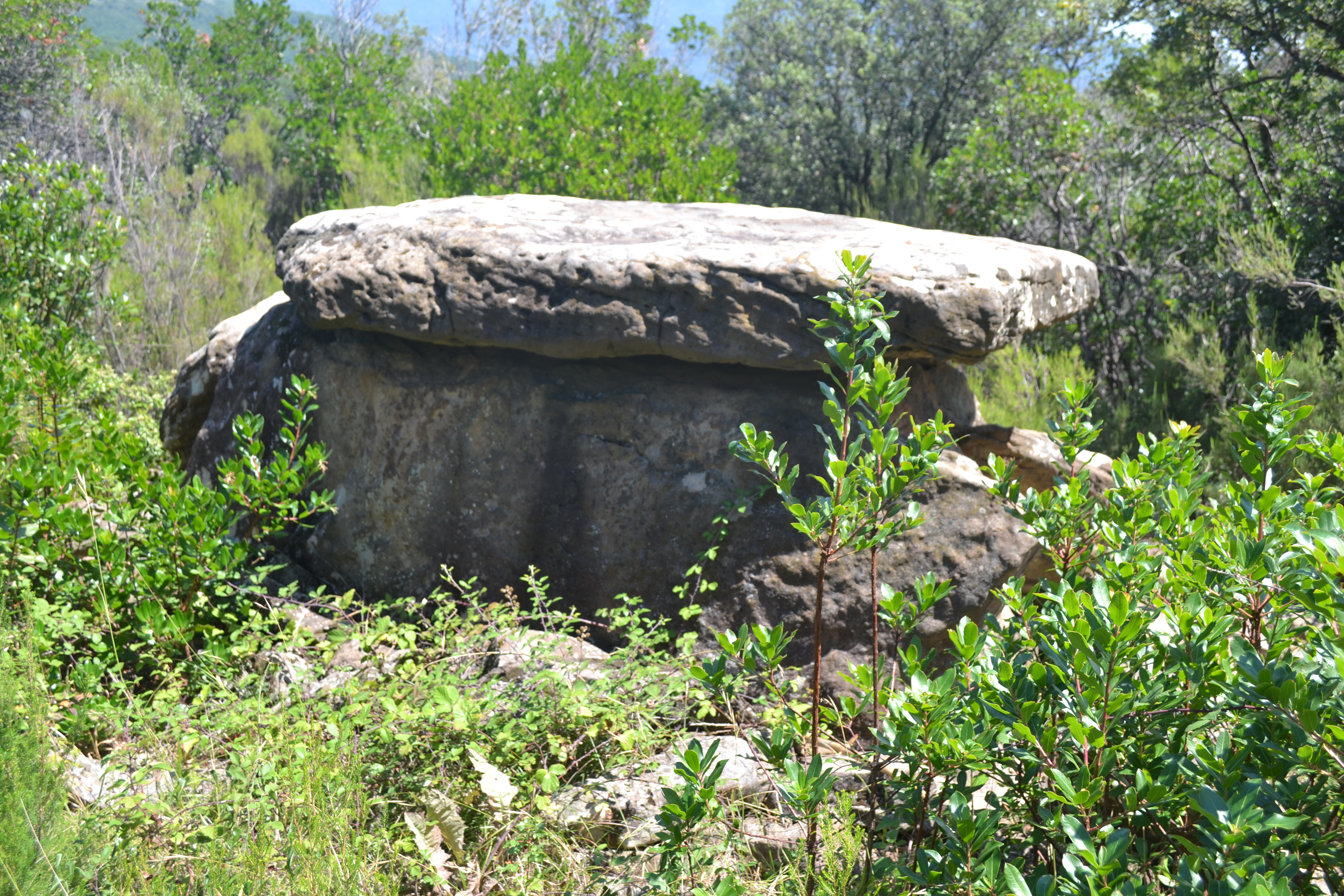
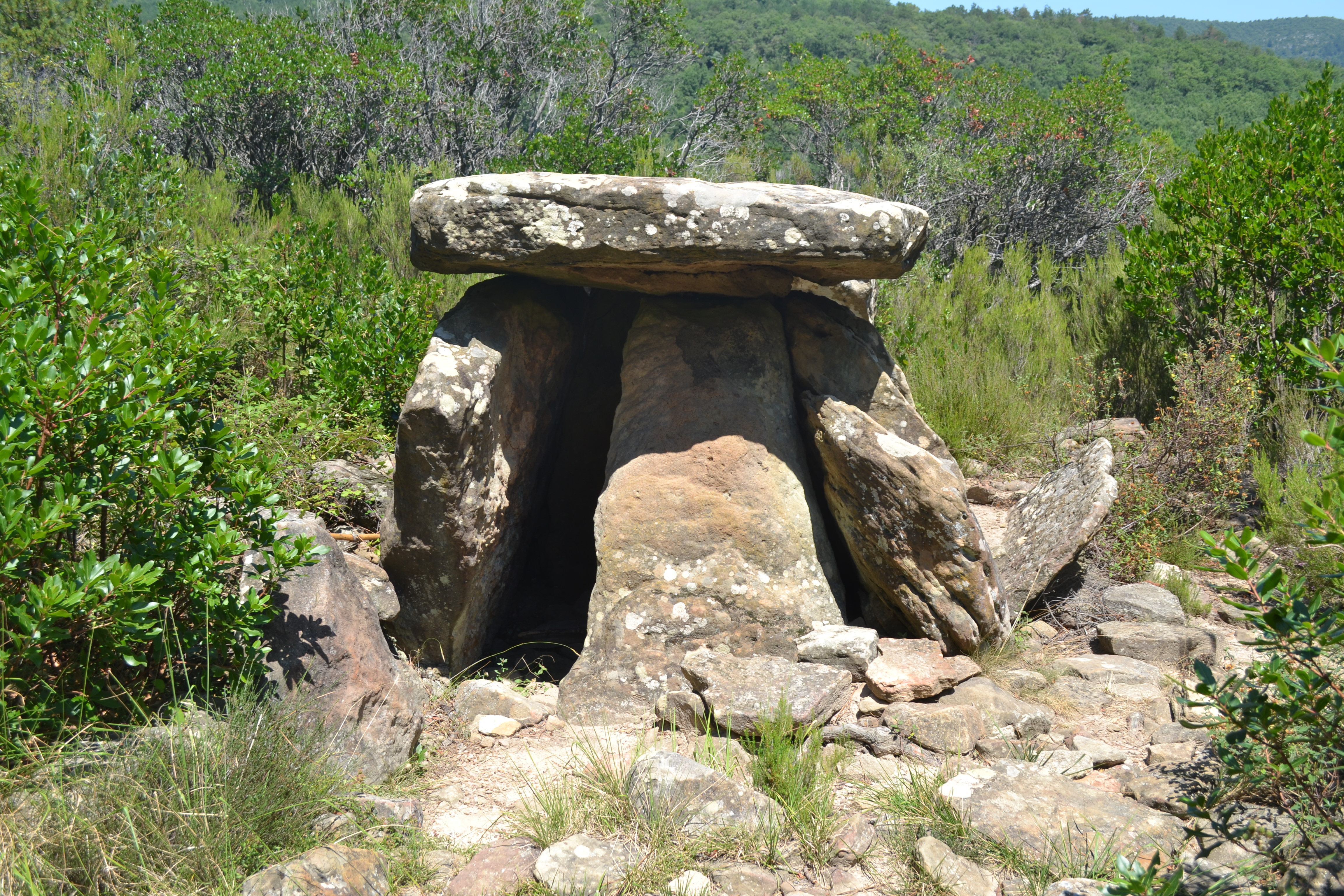